# TACA-vlucht 110

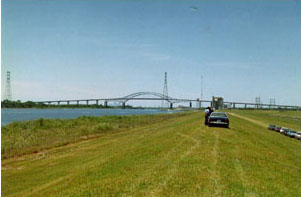
Landingsplaats van het vliegtuig.

TACA-vlucht 110 was een internationale vlucht van TACA Airlines en ging van Belize City naar New Orleans. Op 24 mei 1988 vielen beide motoren van de Boeing 737-300 uit. De piloten konden een succesvolle noodlanding maken op een dijk. Er waren alleen lichte verwondingen.

## Vluchtgeschiedenis
Het vliegtuig, een Boeing 737-300, met als registratienummer N75356 en als serienummer 23838, maakte zijn eerste vlucht op 26 januari 1988 en was, ten tijde van het incident, twee weken in dienst bij TACA Airlines. Op de dag van het incident verliep de vlucht zoals gepland en steeg het op vanaf het vliegveld Philip S. W. Goldson International Airport in Belize City en vloog over de Golf van Mexico richting de kust van Louisiana.
Het vliegtuig was de 1505de Boeing 737 die geproduceerd werd. De Boeing werd door TACA Airlines overgenomen van Polaris Aircraft Leasing in mei 1988.
De gezagvoerder van de vlucht, Carlos Dardano, had, ondanks zijn leeftijd van 29 jaar, al 13.410 vlieguren gemaakt ten tijde van het incident. Bijna 11.000 ervan werden gemaakt toen hij gezagvoerder was. Hij had zijn linkeroog verloren tijdens een vlucht ten tijde van de burgeroorlog in El Salvador, zes jaar eerder, toen het vliegtuigje waarin hij gezagvoerder was, terecht kwam in een spervuur.
De eerste officier, Dionisio Lopez, had meer dan 12.000 vlieguren gemaakt. Kapitein Arturo Soley, een vlieginstructeur, was ook aanwezig in de cockpit en observeerde de prestaties van het vliegtuig.

## Incident
Onderzoek door de National Transportation Safety Board toonde aan dat tijdens de afdaling van FL 350 (ongeveer 11.000 meter), ter voorbereiding voor de landing in New Orleans, de gezagvoerder Carlos Dardano en eerste officier Dionisio Lopez op de weerradar een aantal vlekken opmerkten met lichte tot gemiddelde neerslag (aangetoond met groene en gele gebieden), alsook een aantal geïsoleerde rode vlekken aan beide zijden van de vluchtroute, die zware neerslag aantoonden.
Het vliegtuig vloog in wolken op FL 300 (ongeveer 9100 meter). De bemanning selecteerde 'Voortdurende ontsteking' en zette het anti-ijssysteem voor de motoren aan, om de turbofanmotoren te beschermen tegen de effecten van neerslag en ijsvorming, (zware neerslag en ijsvorming zijn in staat om een motor af te laten slaan). Ondanks dat een route werd genomen tussen de twee gebieden met zware neerslag, kwamen de piloten terecht in een gebied met zware neerslag, hagel en turbulentie. Op een hoogte van ongeveer 5000 meter vielen beide motoren volledig uit en werd het vliegtuig een zweefvliegtuig. Tijdens de afdaling probeerden de piloten een aantal windmill starts uit te voeren, zonder succes.
De auxiliary power unit (APU) werd gestart op een hoogte van ongeveer 3200 meter, waardoor er weer elektriciteit gegenereerd werd. Via de APU konden de motoren wél gestart worden, maar ze versnelden niet naar een normale snelheid en bleven ver onder het punt dat er nog enigszins zinvolle voortstuwing werd geproduceerd. Pogingen om de motoren te versnellen (boven "idle" toerental) resulteerden in het oververhitting en ze werden daarom uitgezet om erger te voorkomen.
De piloten landden het vliegtuig op een smalle grasdijk naast het Michoud Assembly Factory van de NASA, ten oosten van New Orleans, nabij de Gulf Intracoastal Waterway. Het vliegtuig werd veilig tot stilstand gebracht.

## Onderzoek en daaropvolgende aanpassingen
Onderzoekers van de NTSB toonden aan dat het vliegtuig door een zware onweersbui had gevlogen en dat het opnemen van water door de motoren ervoor had gezorgd dat ze uitvielen, ondanks dat ze de voldeden aan de vereisten die vastgelegd zijn door de Federal Aviation Administration (FAA). Het vliegtuig zelf liep matige schade op; de motor aan de rechterkant van het vliegtuig werd beschadigd door oververhitting.
Het plan was om de vleugels van het vliegtuig eraf te halen en vervolgens het per schip naar een locatie te brengen waar het kon worden gerepareerd, maar technici van Boeing en de testpiloten besloten om de rechtermotor op locatie te vervangen. Het vliegtuig werd vervolgens van de dijk afgehaald en naar een geasfalteerde weg gesleept, om daarna op te stijgen richting Louis Armstrong New Orleans International Airport. Daar werd verder onderhoud gepleegd aan het vliegtuig. Daarna kon het vliegtuig weer gebruikt worden.
Om soortgelijke incidenten te voorkomen, paste de motorfabrikant, CFM International, het motortype CFM56 (dat gebruikt wordt door bijna alle Boeing 737-300's) aan, door onder andere een sensor, die de motor forceert doorgaand te ontsteken tijdens zware regen-/hagelbuien, toe te voegen. Ook werden aanpassingen gedaan aan de neuskegel van de motor en de afstand tussen de motorbladen. Dit werd gedaan om zoveel mogelijk hagel uit de motorkern te weren. Daarnaast werden er ook kleppen aangebracht om zoveel mogelijk water uit te motor te lozen.

## Nasleep
Het vliegtuig is in dienst bij Southwest Airlines (als N697SW sinds 1995) en vloog daarvoor tot 2 december 2016 toen het geparkeerd werd op Pinal Airpark.
Het incident werd uitgezonden in het elfde seizoen van Air Crash Investigation, in een aflevering genaamd Nowhere to Land. De aflevering werd later, in gewijzigde vorm, uitgezonden op Smithsonian Channel in een aflevering van Air Disasters.